# Paño verde
Paño verde es una película filmada en colores de Argentina dirigida por Mario David según su propio guion sobre la novela homónima de Roger Plá que se estrenó el 1 de marzo de 1973 y que tuvo como protagonistas a Carlos Estrada, Luis Brandoni, Julia von Grolman y Héctor Alterio.

## Sinopsis
Ambientada en la década de 1940, sobre un hombre que roba y mata para desquitarse de la sociedad, sin importarle el dinero.

## Reparto
- Carlos Estrada …Miguel Acuña, "El Púa"
- Luis Brandoni   …Américo
- Julia von Grolman   …Alma
- Héctor Alterio   …El "Tano" Folco
- Edgardo Suárez  …Galíndez
- Luisina Brando  …Chola
- José María Gutiérrez … Ambrosio
- Juan Carlos de Seta
- Alicia Bruzzo …Pola
- María José Demare …Prostituta
- Raúl del Valle
- Aldo Mayo …Policía
- Olga Berg ---Mujer en baile
- Mario Savino …Mozo de bar
- Ricardo Grecco
- Osvaldo María Cabrera
- Tito Barceló …Cantor
- Marta Serra
- Carlos Veltri
- Mara Lascio
- Amadeo Sáenz Valiente
- Pachi Armas
- María Estela Lorca …Mujer en asalto
- Mario Luciani
- Félix Caballero
- Domingo Cutri
- Miguel Ángel Muñoz
- Lucho Fabri
- Juan Carlos Villegas
- Andrés Midón
- Roberto Fiore
- Clemente Bermúdez
- Denis Romano
- Juan Carlos Ricci
- Alejandro Villordo Paz
- Raimondo Diego
- Domingo Barbieri
- Tito Báez
- Arsenio Reinaldo Pica
- José María Brindisi
- Lidia Lugo
- Juan A. González
- Carlos del Burgo
- Luis Romano
- Jorge Casó
- Julio Santillán
- Hugo Álvarez
- Jaime Saslavsky
- Raúl Macía
- Santiago Carlos Oves

## Comentarios
Edmundo Etchelbaum en La Opinión escribió:

”Revelación de un buen director de cine comercial.”

Clarín dijo:

”La cámara extrae mucho más y tanto mejor que algunos pasajes de diálogo que detienen o enfrían la persuasión del conjunto al no aportar nuevos matices.”

La Razón opinó:

”Tiene buena calidad técnica y un grupo de óptimos actores.”